# Francis La Flesche
Francis Laflesche o Zhogaxe (Reserva índia Omaha, 1857 - Macy, Nebraska, 1932) fou el primer antropòleg professional estatunidenc d'origen amerindi que treballà al Smithsonian Institution, especialitzat en les cultures dels omaha i dels osages. Treballà estretament com a traductor i investigador de l'antropòloga Alice Cunningham Fletcher i va escriure nombrosos articles i llbres sobre els omaha i els osage. Va fer valuoses gravacions originals de les seves cançons i cants tradicionals. A partir de 1908 va col·laborar amb el compositor Charles Wakefield Cadman per compondre una òpera, Da O Ma (1912), basada en històries de la vida omaha. El 1908 es va publicar una col·lecció de les seves històries.
D'ascendència omaha, ponca i francesa, La Flesche era fill del cap omaha Joseph LaFlesche (també conegut com a Iron Eye) i de la seva segona esposa Ta-in-ne. Era germà de Susette La Flesche i nebot del cap ponca Standing Bear. Va créixer a la reserva índia Omaha en un moment de transició important per a la tribu. Abans de la creació de programes d'antropologia, va obtenir títols de grau i mestratge a l'Escola de Dret de la Universitat George Washington a Washington, DC. Va fer la seva vida professional entre els estatunidencs d'origen europeu.

## Primers anys i educació
Francis La Flesche va néixer en 1857 a la reserva Omaha, primer fill de la segona esposa del cap Joseph LaFlesche, Ta-in-ne, i mig germà dels cinc primers fills del seu pare. La seva primera esposa era Mary Gale, filla d'un cirurgià estatunidenc i de la seva esposa iowa. Després de la mort de Mary, el vidu Joseph (també conegut com a Iron Eye) es casà amb Ta-in-ne, una dona omaha. Francis va estudiar a l'Escola de la Missió Presbiteriana a Bellevue (Nebraska). Després va marxar a fer estudis universitaris de dret a Washington, DC.
Cap al 1853 Iron Eye era el cap dels omaha; va ajudar a negociar el tractat de 1854 pel qual la tribu va vendre la major part de les seves terres a Nebraska. Va liderar la tribu com a cap principal poc després del seu trasllat a una reserva i en la transició important a dur vides més sedentaris. Joseph (Iron Eye) era métis, d'ascendència francesa i ponca, i va créixer entre els omaha. Va treballar d'antuvi com a comerciant de pells, i d'adult fou adoptat com a fill pel cap Big Elk, que designa Iron Eyes com al seu successor.
Joseph va emfatitzar l'educació de tots els seus fills; alguns van anar a escoles i universitats a l'Est. Se'ls va animar a contribuir al seu poble. Els germanastres de Francis també foren importants: Susette LaFlesche fou una activista, reformadora i conferenciant sobre els drets amerindis a nivell nacional; Rosalie LaFlesche Farley fou una activista i gestionà els afers financers tribals omaha; i Susan La Flesche fou la primera dona ameríndia que exercí la medicina a l'Oest; va curar els omaha durant anys.

## Carrera
En 1879 el jutge Elmer Dundy de la Cort de Districte dels Estats Units va prendre una decisió que fou una fita pels drets civils afirmant els drets dels indis americans com a ciutadans sota la Constitució. En Standing Bear v. Crook, Dundy havia dictaminat que "un indi és una persona" en virtut de la Catorzena Esmena. Susette "Bright Eyes" La Flesche hi havia participat com a intèrpret per al cap Standing Bear i testimoni expert en temes indígenes. Ella va convidar Francis a acompanyar-la amb Standing Bear a una gira de conferències per l'est dels Estats Units durant 1879-1880. S'alternaven actuant com a intèrpret per al cap.
En 1881 Susette i el periodista Thomas Tibbles acompanyaren l'antropòloga Alice Cunningham Fletcher en el seu viatge sense precedents a viure i estudiar les dones d'ètnia sioux de la reserva índia Rosebud. Susette actuà com a intèrpret. Francis La Flesche també es va reunir i assistí Fletcher, i van començar una associació professional de tota la vida.
Gairebé 20 anys més gran que ell, Fletcher l'animà a estudiar per a convertir-se en antropòleg professional. Va començar a treballar amb ella a Washington, DC en 1881. Després de la gira de conferències sobre temes amerindis en 1881, La Flesche va anar a Washington, DC, on va treballar com a intèrpret per al Comitè del Senat sobre Assumptes Indígenes.
La Flesche va obtenir un càrrec a l'Oficina d'Etnologia del Smithsonian Institution, amb el qual va col·laborar Fletcher en la seva investigació. Va exercir com a copista, traductor i intèrpret. Al principi va ajudar a classificar artefactes omaha i osages, però ell va anar a fer la recerca de nivell professional amb ella, i va actuar com a traductor i intèrpret. Es va graduar a l'Escola de Dret de la Universitat de Washington en 1892 i va obtenir el màster en 1893. En 1891 ella va adoptar informalment La Flesche, que tenia 34 anys.
Amb el seu llibre conjunt i articles omaha, La Flesche va seguir l'enfocament antropològic de la descripció dels rituals i les pràctiques en detall. Durant les seves visites regulars a omaha i osages, i l'estudi dels seus rituals, La Flesche també va fer enregistraments (ara no disponibles) de les seves cançons, documentades per escrit. El jove compositor Charles Wakefield Cadman estava interessat en la música índia americana i influenciat per l'obra de La Flesche. Cadman va passar un temps a la reserva Omaha per aprendre moltes cançons i a utilitzar els instruments tradicionals.
Els enregistraments de La Flesche estan a mans de la Biblioteca del Congrés i alguns estan disponibles en línia. Membres de les tribus osages han comparat els efectes d'escoltar les gravacions dels seus rituals tradicionals a la dels estudiosos occidentals que llegeixen els recentment descoberts Manuscrits de la mar Morta.
El 1908 La Flesche proposà una col·laboració amb Cadman i Nelle Richmond Eberhart, per crear una òpera basada en les històries omaha. Eberhart havia escrit la lletra de l'obra de Cadman Four American Indian Songs, i també per a altres cançons. L'equip va treballar durant quatre anys en Da O Ma, que va ser canviada per presentar personatges sioux. Cada un va considerar la col·laboració des d'un punt de vista diferent, i l'òpera mai va ser publicada o representada.
A començaments de 1910, La Flesche va obtenir un càrrec com a antropòleg professional al Bureau of American Ethnology del Smithsonian. Això va marcar la segona part de la seva carrera, el seu enfocament va canviar amb la seva investigació independent sobre la música i la religió dels osages, que estan estretament relacionats amb els omaha
"El seu principal objectiu era explicar les idees, creences i conceptes osage. Ell volia que els seus lectors veiessin el món dels osages com era en realitat, no el món dels simples "fills de la natura" sinó un món molt complex que reflecteix una tradició intel·lectual tan sofisticada i imaginativa com la de qualsevol poble del Vell Món." 
La Flesche va treballar amb l'equip professional del Smithsonian de 1910 a 1929, i va escriure i va donar conferències sobre la seva investigació. Va escriure i va publicar la major part de les seves obres durant aquest temps.

## Matrimoni i família
La Flesche es casà amb Alice Mitchell el juny de 1877, però ella es va morir al cap d'un any. En 1879 es va casar amb la jove omaha Rosa Bourassa, durant el temps de la gira de 1879-1880 amb la seva germana i Standing Bear, però se separaren poc després que ell comencés a treballar a Washington en 1881 i es divorciaren en 1884.
Durant la major part dels seus anys a Washington La Flesche va compartir una casa a Capitol Hill amb Alice Fletcher, amb qui treballà estretament, i Jane Gay. Fletcher i La Flesche van mantenir la naturalesa de llur relació en privat. Ella li va llegar els seus diners a la seva mort.

## Llegat i honors
- 1922, La Flesche fou elegit membre de l'Acadèmia Nacional de Ciències dels Estats Units
- 1922-23, fou elegit president de l'Anthropological Society of Washington
- 1926, premiat com a Doctor Honorari en Lletres per la Universitat de Nebraska[3]
- A causa de l'estreta relació de treball entre Fletcher i La Flesche, la Institució Smithsonian ha recollit els seus documents en un arxiu conjunt.[3]

## Obres
- 1900, The Middle Five: Indian Boys at School (memòria)
- 1911, The Omaha Tribe, amb Alice Cunningham Fletcher
- 1912, Da O Ma (no publicat)[8]
- 1914/-1915/1921, The Osage Tribe: Rite of Chiefs[8]
- 1917-1918/1925, The Osage Tribe: the Rite of Vigil[8]
- 1925-1926/1928, The Osage Tribe: Two Versions of the Child-Naming Rite[8]
- 1927-1928/1930, The Osage Tribe: Rite of the Waxo'be[8]
- 1932, Dictionary of the Osage Language (linguistics)
- 1939, War Ceremony and Peace Ceremony of the Osage Indians, publicat pòstumament[3]
- 1999, The Osage and the Invisible World, editat per Garrick A. Bailey[9]
- 1998 Ke-ma-ha: The Omaha Stories of Francis La Flesche, edited by Daniel Littlefield and James Parins,  Nebraska University Press, previously unpublished work[8]